# Poste italiane

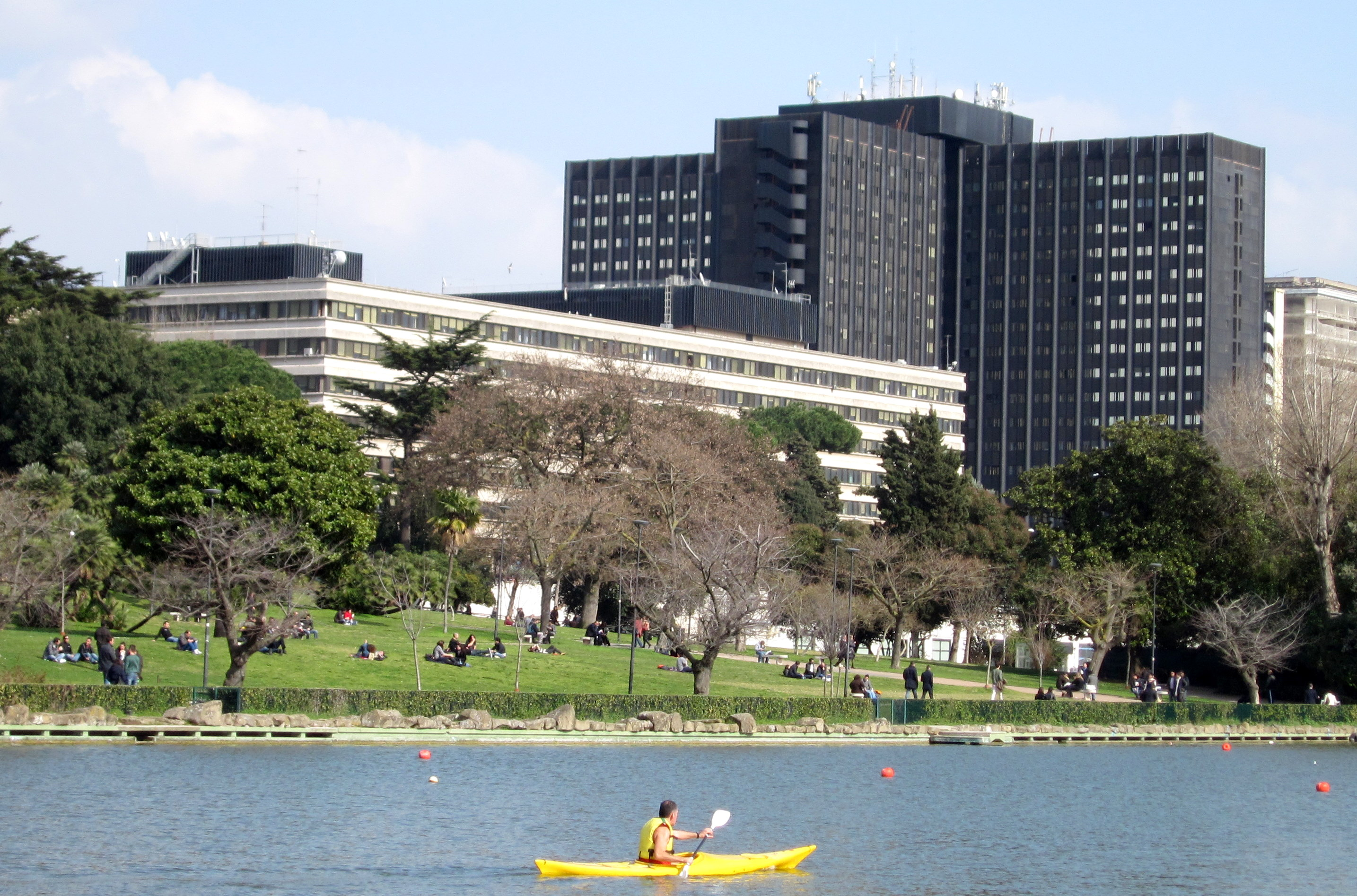
Budynek poczty głównej w Rzymie

Poste italiane – włoskie przedsiębiorstwo zajmujące się świadczeniem usług pocztowych, bankowych oraz logistycznych.
Ponad 80% przesyłek pocztowych sortowane jest w sposób zautomatyzowany. Poste italiane posiada dyspozytornie, w których w czasie rzeczywistym monitorowane są operacje wykonywane we wszystkich urzędach pocztowych.

## Historia
W 1862 roku połączono wszystkie administracje pocztowe powstałe przed zjednoczeniem Włoch. Miało to na celu zwiększenie bezpieczeństwa, zagwarantowanie nienaruszalności poczty oraz ustanowienie jednolitej stawki w każdym regionie Włoch. Stawki były obliczane na podstawie ciężaru przesyłki, zamiast dotychczasowej taryfy zależnej od odległości.
Znaczki pocztowe zostały wprowadzone w 1850 roku, natomiast w 1874 roku wyprodukowano pierwsze włoskie pocztówki, a następnie w 1881 roku zorganizowano system dostarczania paczek. Pierwsza usługa finansowa Poste italiane została opracowana w 1862 roku, była to obsługa szybkich przekazów pieniężnych. Kolejny krok nastąpił w 1875 roku, gdy otwarto pierwsze konta oszczędnościowe.
Do przyspieszenia wysyłania telegramów i listów wykorzystano system pneumatycznej poczty. W Rzymie, Mediolanie i Neapolu powstały podziemne sieci rur, którymi przesyłano cylindryczne pojemniki; każdy z nich mógł pomieścić osiemdziesiąt listów. Pierwszy system pneumatycznej poczty zaczął funkcjonować w Mediolanie w 1913 roku.
Po II wojnie światowej w Rzymie było 65 km rurociągów pneumatycznej poczty. Rury pneumatyczne wyłączono z użycia w 1981 roku, gdy na znaczeniu zyskały telefony. Niektóre z tych podziemnych tuneli mieszczą kable światłowodowe.

## Statystyki
W 2012 roku Poste italiane obsługiwała ponad 20 milionów przesyłek dziennie oraz zarządzała ponad 5,6 milionami kont bankowych. W tym samym roku suma depozytów wyniosła ok. 296 miliardów euro.
Na 2012 rok istniało ponad 14 000 urzędów pocztowych, a przedsiębiorstwo zatrudnia 150 tysięcy pracowników, co sprawia, że Poste italiane jest największym włoskim przedsiębiorstwem według liczby pracowników. Z usług poczty korzysta ponad 32 miliony klientów.